# Jean Delvin

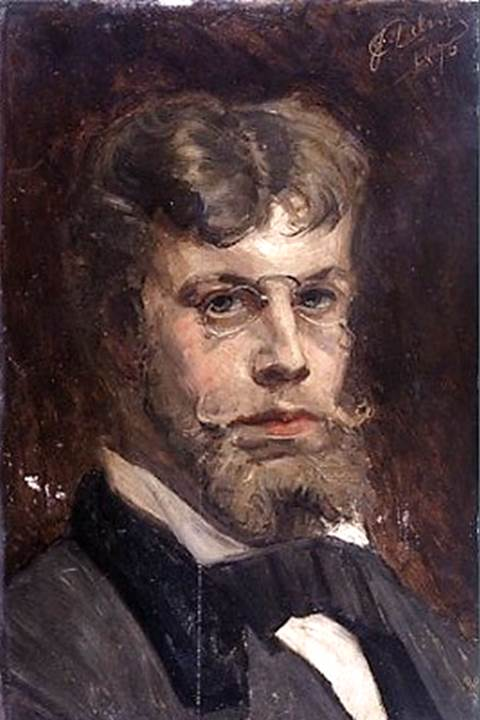
Selbstporträt von Jean Delvin (1876)

Jean-Joseph Delvin (* 9. Juni 1853 in Gent, Belgien; † 11. April 1922 ebenda) war ein belgischer Maler. Im Fokus seiner Gemälde standen vorwiegend Tiermotive, insbesondere Pferde.

## Werdegang
Jean-Joseph Delvin wurde während der Regierungszeit von König Leopold I. in Flandern geboren und wuchs dort auf. Über seine Jugendjahre ist nichts bekannt. Nachdem er sich für eine Künstlerlaufbahn entschieden hatte, begann er die Royal Academy of Fine Arts in Gent zu besuchen, wo er unter dem Künstler Théodore-Joseph Canneel studierte. Zusätzlich arbeitete er während dieser Zeit in dem Atelier von Jean-François Portaels in Brüssel. André Cluysenaar und Jacques de Lalaing zählten zu seinen Kommilitonen. Später unternahm er Studienreisen nach Frankreich und Spanien. Viele Jahre lang teilte er eine kleine Werkstatt in einem Gartenhäuschen mit Gustave Den Duyts.
1883 wurde er zusammen mit James Ensor, Fernand Khnopff, Théo van Rysselberghe und mehreren anderen eingeladen der sezessionistischen Gruppe Société des Vingt beizutreten, aus der er aber einige Jahre später, 1886, wieder austrat. Er war auch Mitglied von La Libre Esthétique und Kunst van Heden in Antwerpen. Etwa zu dieser Zeit begann er mit seiner Lehrtätigkeit an der Royal Academy of Fine Arts in Gent. Von 1902 bis 1913 war er dort Direktor. Die Folgejahre waren vom Ersten Weltkrieg überschattet.
1912 wurde er zum korrespondierenden und 1921 zum ordentlichen Mitglied der Académie royale des Sciences, des Lettres et des Beaux-Arts de Belgique (Classe des Beaux-Arts) gewählt.
Zu seinen vielen bekannten Studenten zählten Albert Baertsoen, Gustave de Smet, Frans Masereel und George Minne.

## Werke (Auswahl)

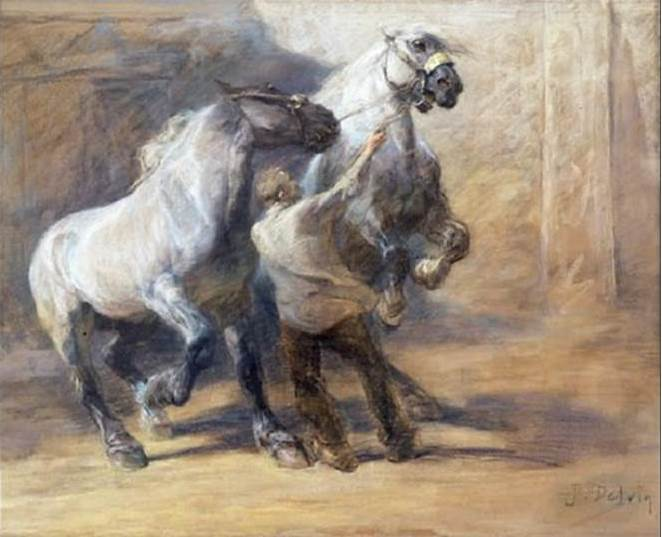
Pferde (1894)

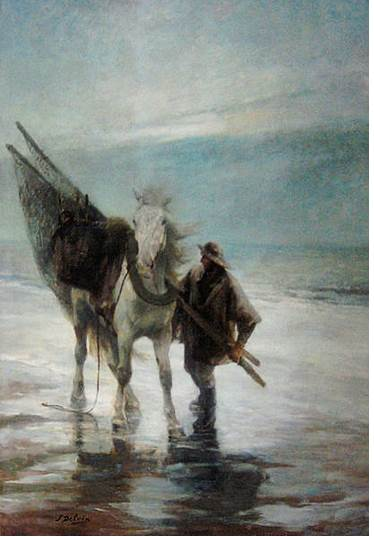
Krabbenfischer in Koksijde

- Selbstporträt, 1876
- Pferde, 1894
- Krabbenfischer in Koksijde